# Tzajalchen Tres
Tzajalchen Tres är en ort i Mexiko.   Den ligger i kommunen Chamula och delstaten Chiapas, i den sydöstra delen av landet, 700 km öster om huvudstaden Mexico City. Tzajalchen Tres ligger 1 798 meter över havet och antalet invånare är 269.
Terrängen runt Tzajalchen Tres är varierad, och sluttar västerut. Runt Tzajalchen Tres är det ganska tätbefolkat, med 139 invånare per kvadratkilometer. Närmaste större samhälle är San Cristóbal de las Casas, 19,2 km sydost om Tzajalchen Tres. I omgivningarna runt Tzajalchen Tres växer huvudsakligen savannskog.